# Zsákosmoly
A zsákosmoly (Coleophora) a valódi lepkék (Glossata) alrendjébe tartozó zsákhordó molyfélék (Coleophoridae) családjának legfajgazdagabb, névadó neme mintegy 1200 fajjal.

## Elterjedése
Fajai az egész északi félgömbön megtalálhatók; több mint 200 Magyarországon is. Az ismert fajok száma rohamtempóban nő mind világszerte, mind Magyarországon (2005, Mészáros — 182 faj; 2011, Pastorális — 201 faj).

## A magyarországi fajok
Hazánkban 182 fajuk él:
- ürömmagrágó zsákosmoly (Coleophora absinthii Wocke, 1877) — Magyarországon szórványos (Pastorális, 2011)
- dárdahererágó zsákosmoly (Coleophora acrisella Millière, 1872) — Magyarországon szórványos (Pastorális, 2011)
- fűrágó zsákosmoly (Coleophora adelogrammella Zeller, 1849) — Magyarországon szórványos (Pastorális, 2011)
- borókalakó zsákosmoly (Coleophora adjunctella Hodgkinson, 1882) — Magyarországon szórványos (Pastorális, 2011)
- libatoprágó zsákosmoly (Coleophora adspersella Benander, 1939) — Magyarországon többfelé előfordul (Pastorális, 2011)
- somaknázó zsákosmoly (Coleophora ahenella Heinemann, 1877) — Magyarországon többfelé előfordul (Fazekas, 2001; Pastorális, 2011; Pastorális & Szeőke, 2011)
- fehér csíkos zsákosmoly (Coleophora albella, C. leucapennella Thunberg, 1788) — Magyarországon közönséges (Buschmann, 2003; Pastorális, 2011; Pastorális & Szeőke, 2011)
- feketeürömlakó zsákosmoly (Coleophora albicans, C. artemisiella Zeller, 1849) — Magyarországon szórványos (Pastorális, 2011)
- irtásréti zsákosmoly (Coleophora albicostella, C. approximata Duponchel, 1842) — Magyarországon közönséges (Pastorális, 2011; Pastorális & Szeőke, 2011)
- fehér zsákosmoly (Coleophora albidella Denis & Schiffermüller, 1775) — Magyarországon szórványos (Fazekas, 2001; Pastorális, 2011)
- árvacsalánlakó zsákosmoly (Coleophora albitarsella Zeller, 1849) — Magyarországon sokfelé előfordul (Fazekas, 2001; Pastorális, 2011)
- bogáncsrágó zsákosmoly (Coleophora alcyonipennella, C. cuprariella Kollar, 1832) — Magyarországon közönséges (Fazekas, 2001; Buschmann, 2003; Pastorális, 2011; Pastorális & Szeőke, 2011)
- aranyfényű zsákosmoly (Coleophora alnifoliae Barasch, 1934) — Magyarországon szórványos (Pastorális, 2011)
- szittyótermés-zsákosmoly (Coleophora alticolella Zeller, 1849) — Magyarországon szórványos (Pastorális, 2011; Pastorális & Szeőke, 2011)
- őszirózsarágó zsákosmoly (Coleophora amellivora, C. lineariell Baldizzone, 1979) — Magyarországon többfelé előfordul (Pastorális, 2011)
- fehér tollú zsákosmoly (Coleophora anatipenella Hb., 1796) — Magyarországon közönséges (Pastorális, 2011; Pastorális & Szeőke, 2011)
- szittyólevél-zsákosmoly (Coleophora antennariella Herrich-Schäffer, 1861) — Magyarországon szórványos (Pastorális, 2011)
- cickafarkmag-zsákosmoly (Coleophora argentula Stephens, 1834) — Magyarországon sokfelé előfordul (Pastorális, 2011; Pastorális & Szeőke, 2011)
- feketeüröm-zsákosmoly (Coleophora artemisicolella Bruand, 1855) — Magyarországon többfelé előfordul (Pastorális, 2011)
- őszirózsa-zsákosmoly (Coleophora asteris Mühlig, 1864) — Magyarországon szórványos (Pastorális, 2011)
- levantei zsákosmoly (Coleophora astragalella Zeller, 1849) — Magyarországon közönséges (Pastorális, 2011; Pastorális & Szeőke, 2011)
- labodamag-zsákosmoly (Coleophora atriplicis Meyrick, 1928) — Magyarországon szórványos (Pastorális, 2011)
- gamandorlakó zsákosmoly (Coleophora auricella Fabricius, 1794) — Magyarországon sokfelé előfordul (Pastorális, 2011; Pastorális & Szeőke, 2011)
- csíkos szegélyű zsákosmoly (Coleophora badiipennella Duponchel, 1843) — Magyarországon többfelé előfordul (Pastorális, 2011; Pastorális & Szeőke, 2011)
- tisztesfű-zsákosmoly (Coleophora ballotella Fischer von Röslerstamm, 1839) — Magyarországon közönséges (Fazekas, 2001; Buschmann, 2003; Pastorális, 2011; Pastorális & Szeőke, 2011)
- nyírlakó zsákosmoly (Coleophora betulella Heinemann, 1877) — Magyarországon szórványos (Pastorális, 2011)
- kétcsíkú zsákosmoly (Coleophora bilineatella, C. perserenella, C.sergii Zeller, 1849) — Magyarországon közönséges (Pastorális, 2011; Pastorális & Szeőke, 2011)
- tetemtoldó-zsákosmoly (Coleophora bilineella Herrich-Schäffer, 1855) — Magyarországon többfelé előfordul (Pastorális, 2011; Pastorális & Szeőke, 2011)
- égerlevél-zsákosmoly (Coleophora binderella Kollar, 1832) — Magyarországon sokfelé előfordul (Fazekas, 2001; Pastorális, 2011; Pastorális & Szeőke, 2011)
- kétpettyes zsákosmoly (Coleophora binotapennella Duponchel, 1843) — Magyarországon közönséges (Pastorális, 2011)
- imolarágó zsákosmoly (Coleophora brevipalpella Wocke, 1874) — Magyarországon közönséges (Pastorális, 2011; Pastorális & Szeőke, 2011)
- délvidéki zsákosmoly (Coleophora bucovineella, C.albilineella Nemeş, 1968) — Magyarországon szórványos (Pastorális, 2011; Pastorális & Szeőke, 2011)
- rekettye-zsákosmoly (Coleophora calycotomella Stainton, 1869) — Magyarországon szórványos (Pastorális, 2011; Pastorális & Szeőke, 2011)
- szalmagyopár-zsákosmoly (Coleophora caelebipennella Zeller, 1839) — Magyarországon többfelé előfordul (Fazekas, 2001; Pastorális, 2011)
- mocsári zsákosmoly (Coleophora caespititiella Zeller, 1839) — Magyarországon többfelé előfordul (Fazekas, 2001; Pastorális, 2011)
- keleti zsákosmoly (Coleophora cartilaginella, C. echinella Christoph, 1872) — Magyarországon többfelé előfordul (Pastorális, 2011)
- pusztai zsákosmoly (Coleophora cecidophorella Oudejans, 1972) — Magyarországon szórványos (Pastorális, 2011) — Magyarországon szórványos (Pastorális, 2011))
- gamandoraknázó zsákosmoly (Coleophora chamaedriella Bruand, 1852) — Magyarországon közönséges (Fazekas, 2001; Pastorális, 2011; Pastorális & Szeőke, 2011)
- gabonarágó zsákosmoly (Coleophora ciconiella Herrich-Schäffer, 1855) — Magyarországon sokfelé előfordul (Pastorális, 2011)
- pajzsos hátú zsákosmoly (Coleophora clypeitenella Hofmann, 1871) — Magyarországon közönséges (Fazekas, 2001; Buschmann, 2003; Pastorális, 2011; Pastorális & Szeőke, 2011)
- pillangósvirág-zsákosmoly (Coleophora colutella, C. crocinella Fabricius, 1794) — Magyarországon közönséges (Pastorális, 2011; Pastorális & Szeőke, 2011)
- spanyol zsákosmoly (Coleophora congeriella Staudinger, 1859) — Magyarországon többfelé előfordul (Pastorális, 2011; Pastorális & Szeőke, 2011)
- búzavirág-zsákosmoly (Coleophora conspicuella Zeller, 1849) — Magyarországon közönséges (Fazekas, 2001; Pastorális, 2011)
- bolhafű-zsákosmoly (Coleophora conyzae Zeller, 1868) — Magyarországon többfelé előfordul (Pastorális, 2011)
- kökény-zsákosmoly (Coleophora coracipennella Hb., 1796) — Magyarországon szórványos (Pastorális, 2011)
- nyíraknázó zsákosmoly (Coleophora cornutella, S. cornuta Herrich-Schäffer, 1861) — Magyarországon szórványos (Pastorális, 2011)
- ledneklakó zsákosmoly (Coleophora coronillae Zeller, 1849) — Magyarországon közönséges (Fazekas, 2001; Buschmann, 2003; Pastorális, 2011)
- korzikai zsákosmoly (Coleophora corsicella Walsingham, 1898) — Magyarországon szórványos (Pastorális, 2011)
- bükkönyaknázó zsákosmoly (Coleophora cracella. C. lugduniella Vallot, 1835) — Magyarországon sokfelé előfordul (Buschmann, 2003; Pastorális, 2011)
- fakó zsákosmoly (Coleophora currucipennella Zeller, 1839) — Magyarországon közönséges (Fazekas, 2001; Pastorális, 2011)
- aranyló zsákosmoly (Coleophora deauratella Lienig & Zeller, 1846) — Magyarországon többfelé előfordul (Fazekas, 2001; Pastorális, 2011)
- szürke csíkos zsákosmoly (Coleophora dentiferella Toll, 1952) — Magyarországon szórványos (Pastorális, 2011; Pastorális & Szeőke, 2011)
- szegfűtok-zsákosmoly (Coleophora dianthi Herrich-Schäffer, 1855) — Magyarországon szórványos (Pastorális, 2011)
- fehér szegélyes zsákosmoly (Coleophora dignella, C. kasyi Toll, 1961) — Magyarországon szórványos (Pastorális, 2011)
- agyagbarna zsákosmoly (Coleophora directella, C. scolopacipennella Zeller, 1849) — Magyarországon többfelé előfordul (Pastorális, 2011)
- bársonykerep-zsákosmoly (Coleophora discordella Zeller, 1849) — Magyarországon többfelé előfordul (Pastorális, 2011; Pastorális & Szeőke, 2011)
- margitvirág-zsákosmoly (Coleophora ditella, C. roessleri Zeller, 1849) — Magyarországon többfelé előfordul (Pastorális, 2011; Pastorális & Szeőke, 2011)
- peszéri zsákosmoly (Coleophora eupepla Gozmány, 1954) — Magyarországon szórványos (Pastorális, 2011)
- eurázsiai zsákosmoly (Coleophora eurasiatica Baldizzone, 1989) — Magyarországon szórványos (Pastorális, 2011)
- sárga zsákosmoly (Coleophora flaviella Mann, 1857) — Magyarországon szórványos (Pastorális, 2011; Pastorális & Szeőke, 2011)
- szürkésvörös zsákosmoly (Coleophora flavipennella Duponchel, 1843) — Magyarországon közönséges (Pastorális, 2011)
- peremizsrágó zsákosmoly (Coleophora follicularis, C. troglodytella Vallot, 1802) — Magyarországon sokfelé előfordul (Pastorális, 2011)
- sédkender-zsákosmoly (Coleophora frankii Schmidt, 1886) — Magyarországon sokfelé előfordul (Pastorális, 2011)
- pontusi zsákosmoly (Coleophora fringillella Zeller, 1839) — Magyarországon szórványos (Pastorális, 2011)
- somkóró-zsákosmoly (Coleophora frischella L., 1758) — Magyarországon közönséges (Fazekas, 2001; Buschmann, 2003; Pastorális, 2011; Pastorális & Szeőke, 2011)
- füstös rojtú zsákosmoly (Coleophora fuscociliella, C. medicaginis Zeller, 1849) — Magyarországon többfelé előfordul (Fazekas, 2001; Pastorális, 2011; Pastorális & Szeőke, 2011)
- patinafényű zsákosmoly (Coleophora fuscocuprella Herrich-Schäffer, 1855) — Magyarországon szórványos (Pastorális, 2011)
- aranyfürtlakó zsákosmoly (Coleophora galatellae Hering, 1942) — Magyarországon többfelé előfordul (Pastorális, 2011; Pastorális & Szeőke, 2011)
- szikárszegfű-zsákosmoly (Coleophora galbulipennella, C. otitae Zeller, 1838) — Magyarországon közönséges (Fazekas, 2001; Pastorális, 2011)
- csüdfűlakó zsákosmoly (Coleophora gallipennella Hb., 1796) — Magyarországon közönséges Fazekas, 2001; Buschmann, 2003; Pastorális, 2011)
- rekettyelakó zsákosmoly (Coleophora genistae Stainton, 1857) — Magyarországon többfelé előfordul (Pastorális, 2011; Pastorális & Szeőke, 2011)
- Glaser zsákosmolya (Coleophora glaseri Toll, 1961) — Magyarországon szórványos (Pastorális, 2011)
- szittyólakó zsákosmoly (Coleophora glaucicolella Wood, 1892) — Magyarországon közönséges (Fazekas, 2001; Pastorális, 2011; Pastorális & Szeőke, 2011)
- szalmagyopárrágó zsákosmoly (Coleophora gnaphalii Zeller, 1839) — Magyarországon szórványos (Fazekas, 2001; Pastorális, 2011)
- pázsitfű-zsákosmoly (Coleophora graminicolella Heinemann, 1876) — Magyarországon szórványos (Pastorális, 2011)
- seprőüröm-zsákosmoly (Coleophora granulatella, C. artemisiae Zeller, 1849) — Magyarországon többfelé előfordul (Pastorális, 2011)
- rózsaaknázó zsákosmoly (Coleophora gryphipennella Hb., 1796) — Magyarországon többfelé előfordul (Pastorális, 2011)
- szikréti zsákosmoly (Coleophora halophilella Zimmermann, 1926) — Magyarországon szórványos (Fazekas, 2001; Pastorális, 2011)
- Hartig zsákosmolya (Coleophora hartigi Toll, 1944) — Magyarországon szórványos (Pastorális, 2011; Pastorális & Szeőke, 2011)
- gyümölcsfalevél-zsákosmoly (Coleophora hemerobiella Scopoli, 1763) — Magyarországon közönséges (Fazekas, 2001; Pastorális, 2011; Pastorális & Szeőke, 2011)
- szürkés zsákosmoly (Coleophora hieronella Zeller, 1849) — Magyarországon szórványos (Pastorális, 2011)
- magyar zsákosmoly (Coleophora hungariae Gozmány, 1955) — Magyarországon többfelé előfordul (Pastorális, 2011)
- lóromrágó zsákosmoly (Coleophora hydrolapathella Hering, 1921) — Magyarországon szórványos (Pastorális, 2011)
- sárga erű zsákosmoly (Coleophora ibipennella, C. nemorum Zeller, 1849) — Magyarországon többfelé előfordul (Pastorális, 2011)
- bélmegyeri zsákosmoly (Coleophora impalella Toll, 1961) — Magyarországon szórványos (Pastorális, 2011)
- peremizsaknázó zsákosmoly (Coleophora inulae Wocke, 1877) — Magyarországon sokfelé előfordul (Pastorális, 2011)
- homoki fátyolvirág-zsákosmoly (Coleophora kyffhusana Petry, 1898) — Magyarországon szórványos (Pastorális, 2011)
- hangarágó zsákosmoly (Coleophora juncicolella Stainton, 1851) — Magyarországon többfelé előfordul (Pastorális, 2011)
- buckajáró zsákosmoly (Coleophora klimeschiella Toll, 1952) — Magyarországon szórványos (Pastorális, 2011)
- körtelevél-zsákosmoly (Coleophora kroneella Fuchs, 1899) — Magyarországon többfelé előfordul (Pastorális, 2011)
- sápadt zsákosmoly (Coleophora kuehnella, C. palliatella Goeze, 1783) — Magyarországon sokfelé előfordul (Fazekas, 2001; Pastorális, 2011; Pastorális & Szeőke, 2011)
- vörösfenyő-zsákosmoly (Coleophora laricella Hb., 1817) — Magyarországon többfelé előfordul (Pastorális, 2011)
- dolomitlakó zsákosmoly (Coleophora lessinica Baldizzone, 1980) — Magyarországon szórványos (Pastorális, 2011; Pastorális & Szeőke, 2011)
- szilfalevél-zsákosmoly (Coleophora limosipennella Duponchel, 1843) — Magyarországon közönséges (Fazekas, 2001; Pastorális, 2011; Pastorális & Szeőke, 2011)
- árvacsalán-zsákosmoly (Coleophora lineolea Haworth, 1828) — Magyarországon közönséges (Pastorális, 2011; Pastorális & Szeőke, 2011)
- őszirózsás zsákosmoly (Coleophora linosyridella Fuchs, 1880) — Magyarországon szórványos (Pastorális, 2011)
- aranyfürt-zsákosmoly (Coleophora linosyris Hering, 1937) — Magyarországon többfelé előfordul (Pastorális, 2011; Pastorális & Szeőke, 2011)
- olajsárga zsákosmoly (Coleophora lithargyrinella, C. olivacella, C. fuscatella Zeller, 1849) — Magyarországon közönséges (Fazekas, 2001; Pastorális, 2011)
- fűrágó zsákosmoly (Coleophora lixella Zeller, 1849) — Magyarországon közönséges (Fazekas, 2001; Buschmann, 2003; Pastorális, 2011; Pastorális & Szeőke, 2011)
- sziki zsákosmoly (Coleophora longicornella Constant, 1893) — Magyarországon többfelé előfordul (Pastorális, 2011)
- fűzaknázó zsákosmoly (Coleophora lusciniaepennella, C. viminetella Treitschke, 1833) — Magyarországon sokfelé előfordul (Pastorális, 2011)
- tölgyrügyrágó zsákosmoly (Coleophora lutipennella Zeller, 1838) — Magyarországon közönséges (Buschmann, 2003; Pastorális, 2011; Pastorális & Szeőke, 2011)
- pannon zsákosmoly (Coleophora magyarica Baldizzone, 1983) — Magyarországon szórványos (Pastorális, 2011)
- tarlóhere-zsákosmoly (Coleophora mayrella, C. spissicornis Hb., 1813) — Magyarországon közönséges (Pastorális, 2011)
- dárdahere-zsákosmoly (Coleophora medelichensis Krone, 1908) — Magyarországon többfelé előfordul (Pastorális, 2011; Pastorális & Szeőke, 2011)
- cickafark-zsákosmoly (Coleophora millefolii Zeller, 1849) — Magyarországon többfelé előfordul (Fazekas, 2001; Pastorális, 2011)
- agyagszínű zsákosmoly (Coleophora milvipennis Zeller, 1839) — Magyarországon többfelé előfordul (Pastorális, 2011; Pastorális & Szeőke, 2011)
- parajaknázó zsákosmoly (Coleophora motacillella, C. palumbipennella, C. szekessyi Zeller, 1849) — Magyarországon szórványos (Fazekas, 2001; Pastorális, 2011)
- szegfűrágó zsákosmoly (Coleophora musculella Mühlig, 1864) — Magyarországon szórványos (Pastorális, 2011)
- vértesi zsákosmoly (Coleophora narbonensis Baldizzone, 1990) — Magyarországon többfelé előfordul (Pastorális, 2011; Pastorális & Szeőke, 2011)
- budai zsákosmoly (Coleophora niveiciliella, C. edithae Hofmann, 1877) — Magyarországon szórványos (Pastorális, 2011)
- kakukkfű-zsákosmoly (Coleophora niveicostella Zeller, 1839) — Magyarországon többfelé előfordul (Fazekas, 2001; Pastorális, 2011; Pastorális & Szeőke, 2011)
- fátyolvirág-zsákosmoly (Coleophora niveistrigella Wocke, 1877) — Magyarországon többfelé előfordul (Pastorális, 2011; Pastorális & Szeőke, 2011)
- északi zsákosmoly (Coleophora nomgona Falkovitsh, 1975) — Magyarországon szórványos (Pastorális, 2011)
- szegfűlakó zsákosmoly (Coleophora nutantella Mühlig& Frey, 1857) — Magyarországon többfelé előfordul (Pastorális, 2011; Pastorális & Szeőke, 2011)
- aranyvessző-zsákosmoly (Coleophora obscenella, C. virgaureae Herrich-Schäffer, 1855) — Magyarországon szórványos (Pastorális, 2011)
- mediterrán zsákosmoly (Coleophora obtectella, C. interrupta Zeller, 184) — Magyarországon többfelé előfordul (Pastorális, 2011)
- ritka zsákosmoly (Coleophora obviella Rebel, 1914) — Magyarországon szórványos (Pastorális, 2011)
- ezüstcsíkos zsákosmoly (Coleophora ochrea Haworth, 1828) — Magyarországon közönséges (Pastorális, 2011; Pastorális & Szeőke, 2011)
- peszterce-zsákosmoly (Coleophora ochripennella Zeller, 1849) — Magyarországon többfelé előfordul (Pastorális, 2011)
- hangyabogáncs-zsákosmoly (Coleophora odorariella Mühlig, 1857) — Magyarországon többfelé előfordul (Pastorális, 2011)
- csüdfűaknázó zsákosmoly (Coleophora onobrychiella, C. arenariella Zeller, 1849) — Magyarországon közönséges (Pastorális, 2011; Pastorális & Szeőke, 2011)
- iringó-zsákosmoly (Coleophora ononidella Millière, 1879) — Magyarországon szórványos (Pastorális, 2011)
- szamárbogáncs-zsákosmoly (Coleophora onopordiella Zeller, 1849) — Magyarországon sokfelé előfordul (Pastorális, 2011; Pastorális & Szeőke, 2011)
- égeraknázó zsákosmoly (Coleophora orbitella Zeller, 1849) — Magyarországon szórványos (Pastorális, 2011)
- koronafürt-zsákosmoly (Coleophora oriolella Zeller, 1849) — Magyarországon sokfelé előfordul (Pastorális, 2011; Pastorális & Szeőke, 2011)
- füvön élő zsákosmoly (Coleophora ornatipennella Hb., 1796) — Magyarországon közönséges (Fazekas, 2001; Buschmann, 2003; Pastorális, 2011; Pastorális & Szeőke, 2011)
- perjeszittyó-zsákosmoly (Coleophora otidipennella, C. murinipennella Hb., 1817) — Magyarországon többfelé előfordul (Fazekas, 2001; Pastorális, 2011; Pastorális & Szeőke, 2011)
- vonalkás zsákosmoly (Coleophora paripennella Zeller, 1839) — Magyarországon szórványos (Pastorális, 2011)
- fehérüröm-zsákosmoly (Coleophora partitella Zeller, 1849) — Magyarországon sokfelé előfordul (Fazekas, 2001; Pastorális, 2011; Pastorális & Szeőke, 2011)
- gamandorevő zsákosmoly (Coleophora paucinotella Toll, 1961) — Magyarországon szórványos (Pastorális, 2011)
- szikiürmös-zsákosmoly (Coleophora peisoniella Kasy, 1965) — Magyarországon többfelé előfordul (Pastorális, 2011)
- vértőrágó zsákosmoly (Coleophora pennella, C. onosmella Denis & Schiffermüller, 1775) — Magyarországon közönséges (Pastorális, 2011; Pastorális & Szeőke, 2011)
- bogáncslakó zsákosmoly (Coleophora peribenanderi Toll, 1943) — Magyarországon többfelé előfordul (Pastorális, 2011)
- barna zsákosmoly (Coleophora pratella Zeller, 1871) — Magyarországon szórványos (Pastorális, 2011)
- erdeifenyő-zsákosmoly (Coleophora preisseckeri Toll, 1942) — Magyarországon szórványos (Pastorális, 2011)
- kökényaknázó zsákosmoly (Coleophora prunifoliae Doets, 1944) — Magyarországon sokfelé előfordul (Pastorális, 2011; Pastorális & Szeőke, 2011)
- sötét erű zsákosmoly (Coleophora pseudociconiella Toll, 1952) — Magyarországon többfelé előfordul (Pastorális, 2011)
- mezeiüröm-evő zsákosmoly (Coleophora pseudoditella Baldizzone& Patzak, 1983) — Magyarországon szórványos (Pastorális, 2011; Pastorális & Szeőke, 2011)
- aranyfürtös zsákosmol (Coleophora pseudolinosyris Kasy, 1979) — Magyarországon többfelé előfordul (Pastorális, 2011; Pastorális & Szeőke, 2011)
- homokháti zsákosmoly (Coleophora pseudorepentis Toll, 1960) — Magyarországon többfelé előfordul (Pastorális, 2011)
- kenyérbélcickafark-zsákosmoly (Coleophora ptarmicia Walsingham, 1910) — Magyarországon szórványos (Pastorális, 2011)
- tüdőfűrágó zsákosmoly (Coleophora pulmonariella Ragonot, 1874) — Magyarországon többfelé előfordul (Pastorális, 2011)
- bárányparéj-zsákosmoly (Coleophora punctulatella Zeller, 1849) — Magyarországon többfelé előfordul (Pastorális, 2011)
- európai zsákosmoly (Coleophora pyrrhulipennella Zeller, 1839) — Magyarországon szórványos (Pastorális, 2011)
- fehér csápú zsákosmoly (Coleophora ramosella, C. albicornis Zeller, 1849) — Magyarországon szórványos (Pastorális, 2011)
- déli zsákosmoly (Coleophora remizella Baldizzone, 1983) — Magyarországon szórványos (Pastorális, 2011)
- keskeny szárnyú zsákosmoly (Coleophora riffelensis Rebel, 1913) — Magyarországon szórványos (Pastorális, 2011)
- sziksófűmag-zsákosmoly (Coleophora salicorniae Heinemann& Wocke, 1876) — Magyarországon szórványos (Fazekas, 2001; Pastorális, 2011)
- sziksófű-zsákosmoly (Coleophora salinella Stainton, 1859) — Magyarországon szórványos (Pastorális, 2011)
- szappanfűgyökér-zsákosmoly (Coleophora saponariella Heeger, 1848) — Magyarországon többfelé előfordul (Pastorális, 2011)
- sávos zsákosmoly (Coleophora saturatella Stainton, 1850) — Magyarországon szórványos (Pastorális, 2011)
- labodarágó zsákosmoly (Coleophora saxicolella Duponchel, 1843) — Magyarországon többfelé előfordul (Pastorális, 2011)
- mátrai zsákosmoly (Coleophora sergiella Falkovitsh, 1979) — Magyarországon szórványos (Pastorális, 2011)
- kakukkfűaknázó zsákosmoly (Coleophora serpylletorum Hering, 1889) — Magyarországon közönséges (Fazekas, 2001; Pastorális, 2011; Pastorális & Szeőke, 2011)
- ligeti zsákosmoly (Coleophora serratella, C. fuscedinella L., 1761) — Magyarországon közönséges (Pastorális, 2011; Pastorális & Szeőke, 2011)
- zsoltina-zsákosmoly (Coleophora serratulella Herrich-Schäffer, 1855) — Magyarországon szórványos (Pastorális, 2011)
- hársfalevél-zsákosmoly (Coleophora siccifolia Stainton, 1856) — Magyarországon sokfelé előfordul (Pastorális, 2011)
- habszegfű-zsákosmoly (Coleophora silenella Herrich-Schäffer, 1855) — Magyarországon közönséges (Pastorális, 2011; Pastorális & Szeőke, 2011)
- csillaghúr-zsákosmoly (Coleophora solitariella Zeller, 1849) — Magyarországon sokfelé előfordul (Fazekas, 2001; Pastorális, 2011; Pastorális & Szeőke, 2011)
- galagonya-zsákosmoly (Coleophora spinella Schrank, 1802) — Magyarországon szórványos (Pastorális, 2011)
- gyöngyvessző-zsákosmoly (Coleophora spiraeella, C. spiraeae Rebel, 1916) — Magyarországon többfelé előfordul (Pastorális, 2011)
- mocskos zsákosmoly (Coleophora squalorella Zeller, 1849) — Magyarországon közönséges (Fazekas, 2001; Buschmann, 2003; Pastorális, 2011; Pastorális & Szeőke, 2011)
- pikkelyes zsákosmoly (Coleophora squamella Constant, 1885) — Magyarországon szórványos (Pastorális, 2011; Pastorális & Szeőke, 2011)
- seprencelakó zsákosmoly (Coleophora squamosella, C. erigerella Stainton, 1856) — Magyarországon szórványos (Fazekas, 2001; Pastorális, 2011; Pastorális & Szeőke, 2011)
- parajmag-zsákosmoly (Coleophora sternipennella, C. flavaginella Zetterstedt, 1839) — Magyarországon közönséges (Pastorális, 2011; Pastorális & Szeőke, 2011)
- síksági zsákosmoly (Coleophora stramentella Zeller, 1849) — Magyarországon szórványos (Pastorális, 2011)
- bolhafűrágó zsákosmoly (Coleophora striatipennella Nylander, 1848) — Magyarországon szórványos (Fazekas, 2001; Pastorális, 2011)
- hegyi zsákosmoly (Coleophora striolatella Zeller, 1849) — Magyarországon szórványos (Pastorális, 2011)
- ázsiai zsákosmoly (Coleophora subula Falkovitsh, 1993) — Magyarországon szórványos (Pastorális, 2011)
- nyugati zsákosmoly (Coleophora succursella Herrich-Schäffer, 1855) — Magyarországon szórványos (Pastorális, 2011)
- erdei zsákosmoly (Coleophora sylvaticella Wood, 1892) — Magyarországon többfelé előfordul (Pastorális, 2011)
- szittyóaknázó zsákosmoly (Coleophora taeniipennella Herrich-Schäffer, 1855) — Magyarországon többfelé előfordul (Pastorális, 2011; Pastorális & Szeőke, 2011)
- lápréti zsákosmoly (Coleophora tamesis Waters, 1929) — Magyarországon szórványos (Pastorális, 2011)
- varádicsaknázó zsákosmoly (Coleophora tanaceti Mühlig, 1865) — Magyarországon szórványos (Fazekas, 2001; Pastorális, 2011)
- aszatrágó zsákosmoly (Coleophora therinella Tengström, 1848) — Magyarországon közönséges (Pastorális, 2011)
- kakukkfűrágó zsákosmoly (Coleophora thymi Hering, 1942) — Magyarországon sokfelé előfordul (Pastorális, 2011; Pastorális & Szeőke, 2011)
- homoki zsákosmoly (Coleophora trientella, C. pilicornis Christoph, 1872) — Magyarországon sokfelé előfordul (Pastorális, 2011; Pastorális & Szeőke, 2011)
- zanótaknázó zsákosmoly (Coleophora trifariella Zeller, 1849) — Magyarországon többfelé előfordul (Fazekas, 2001; Pastorális, 2011; Pastorális & Szeőke, 2011)
- lóhere-zsákosmoly (Coleophora trifolii, Curtis, 1832) — Magyarországon sokfelé előfordul (Pastorális, 2011)
- cseresznyelevél-zsákosmoly (Coleophora trigeminella Fuchs, 1881) — Magyarországon többfelé előfordul (Pastorális, 2011)
- fészkesviráglakó zsákosmoly (Coleophora trochilella C. troglodytella Duponchel, 1843) — Magyarországon közönséges (Fazekas, 2001; Pastorális, 2011; Pastorális & Szeőke, 2011)
- görög zsákosmoly (Coleophora tyrrhaenica Amsel, 1952) — Magyarországon szórványos (Pastorális, 2011)
- feketepettyes zsákosmoly Coleophora unipunctella Zeller, 1849) — Magyarországon többfelé előfordul (Fazekas, 2001; Pastorális, 2011; Pastorális & Szeőke, 2011)
- uráli zsákosmoly (Coleophora uralensis Toll, 1961) — Magyarországon szórványos (Pastorális, 2011; Pastorális & Szeőke, 2011)
- labodatermés-zsákosmoly (Coleophora versurella Zeller, 1849) — Magyarországon sokfelé előfordul (Pastorális, 2011; Pastorális & Szeőke, 2011)
- sirálytollú zsákosmoly (Coleophora vestianella, C. laripennella L., 1758) — Magyarországon többfelé előfordul (Pastorális, 2011)
- galajrágó zsákosmoly (Coleophora vibicella Hb., 1813) — Magyarországon többfelé előfordul (Fazekas, 2001; Buschmann, 2003; Pastorális, 2011)
- mezeiüröm-zsákosmoly (Coleophora vibicigerella Zeller, 1839) — Magyarországon többfelé előfordul (Fazekas, 2001; Pastorális, 2011; Pastorális & Szeőke, 2011)
- kecskeruta-zsákosmoly (Coleophora vicinella Zeller, 1849) — Magyarországon közönséges (Pastorális, 2011; Pastorális & Szeőke, 2011)
- lila fényű zsákosmoly (Coleophora violacea Ström, 1783) — Magyarországon többfelé előfordul (Pastorális, 2011; Pastorális & Szeőke, 2011)
- zsályarágó zsákosmoly (Coleophora virgatella Zeller, 1849) — Magyarországon sokfelé előfordul (Fazekas, 2001; Buschmann, 2003; Pastorális, 2011; Pastorális & Szeőke, 2011)
- baltacim-zsákosmoly (Coleophora vulpecula Zeller, 1849) — Magyarországon többfelé előfordul (Pastorális, 2011)
- nyúlhere-zsákosmoly (Coleophora vulnerariae, C. icterella Zeller, 1839) — Magyarországon sokfelé előfordul (Fazekas, 2001; Pastorális, 2011; Pastorális & Szeőke, 2011)
- nagy zsákosmoly (Coleophora wockeella Zeller, 1849) — Magyarországon sokfelé előfordul (Buschmann, 2003; Pastorális, 2011)
- fűzfalevél-zsákosmoly (Coleophora zelleriella, C. pannonicella Heinemann, 1854) — Magyarországon sokfelé előfordul (Fazekas, 2001; Pastorális, 2011)

Ezek közül védett:
- magyar zsákosmoly (Coleophora hungariae) – természetvédelmi értéke 2000 Ft.

A két legismertebb hazai faj (Mészáros, 2005):
- gyümölcsfalevél-zsákosmoly (Coleophora hemerobiella Scopoli, 1763)
- füvön élő zsákosmoly (Coleophora ornatipennella Hb., 1796)